# Luis Miguel Noriega
Luis Miguel Noriega Orozco (nació 17 de abril de 1985 en Tepotzotlán, Estado de México) es un exfutbolista y entrenador mexicano; jugaba como centrocampista.

## Trayectoria

### Futbolista

#### Lobos
Jugó para Lobos de la BUAP durante la Temporada 2004-2005.
El 7 de agosto de 2004, debutó en la Primera División 'A' enfrentando a Alacranes de Durango en el Estadio Olímpico de la BUAP, en partido correspondiente a la Jornada 1 del Apertura 2004. 

#### Club Puebla
En el verano del 2005, se unió a Club Puebla.
En su primer torneo conquistó el Apertura 2005, pero perdió la oportunidad de ascender.
Ganó el Apertura 2006 y la Final de Ascenso 2006-07, llegando al Máximo Circuito en vísperas de la Temporada 2007-2008.  
Hizo su presentación en la Primera División de México en el retorno del Club Puebla al Máximo Circuito el 5 de agosto de 2007, enfrentando al Club América en el Estadio Cuauhtémoc, en partido correspondiente a la Jornada 1 del Apertura 2007, el encuentro finalizó 0-0. 

#### Morelia
Jugó con Morelia los torneos Apertura 2010, Clausura 2011 y Apertura 2011; fue Subcampeón de Liga en el Clausura 2011 luego de caer ante Club Universidad Nacional. 
Con los Purépechas jugó 36 partidos de Liga, 5 por SuperLiga Norteamericana y 5 más en la Liga de Campeones de CONCACAF. 

#### Chiapas
Fue cedido a Jaguares de Chiapas durante el 2012.

#### Club Puebla (Segunda etapa)
El 8 de diciembre de 2012, se confirmó su llegada a préstamo al equipo que lo vio debutar en Primera División.
El 22 de marzo de 2015, realizó el gol más rápido del Clausura 2015, al convertirlo a los 43 segundos del primer tiempo, en su visita a Club Universidad Nacional en el Estadio Olímpico Universitario; el partido terminó 2-1 a favor de los Pumas.
Con los Camoteros logró mantener la categoría y obtener la Copa México Clausura 2015 al vencer a las Chivas Rayadas del Guadalajara en el Estadio Olímpico de la BUAP. 

#### Querétaro
Con los Gallos Blancos del Querétaro ganó la Copa México Apertura 2016 al vencer a las Chivas Rayadas y la Supercopa de México 2016-17 al derrotar al Club América. Salió del conjunto queretano al finalizar el Clausura 2018.  

#### Veracruz
Jugó la Temporada 2018-2019 con los Tiburones Rojos de Veracruz. 

#### Club Puebla (Tercera etapa)
Al finalizar su vínculo con los Tiburones Rojos, se sumó a los entrenamientos del Club Puebla, para un periodo de prueba, mismo que pasó satisfactoriamente, haciendo oficial el inicio de su tercera etapa en el club donde debutó en Primera División.

### Auxiliar y entrenador
Entre el 2020 y el 2023, fue auxiliar técnico y entrenador de los cuadros juveniles (Sub-18 y Sub-20) del Club Puebla. 
Entre agosto de 2023 y noviembre de 2024, formó parte del cuerpo técnico de Eduardo Arce, Ricardo Carbajal, Andrés Carevic, Fernando Aristeguieta y del "Chepo" José Manuel de la Torre, en el Club Puebla de la Primera División de México.

## Clubes

### Futbolista
| Club                | País   | Año           |
| ------------------- | ------ | ------------- |
| Lobos de la BUAP    | México | 2004-2005     |
| Club Puebla         | México | 2005-2010     |
| Morelia             | México | 2010-2011     |
| Jaguares de Chiapas | México | 2012          |
| Club Puebla         | México | 2013-2015     |
| Querétaro FC        | México | 2015-2018     |
| Veracruz            | México | 2018-2019     |
| Club Puebla         | México | Apertura 2019 |

#### Partidos y goles
| Competencia                   | Partidos | Goles |
| ----------------------------- | -------- | ----- |
| Primera División de México    | 330      | 20    |
| Primera División 'A'          | 93       | 3     |
| Copa México                   | 44       | 3     |
| Liga de Campeones de CONCACAF | 10       | 0     |
| SuperLiga                     | 5        | 0     |
| InterLiga                     | 3        | 0     |
| Total                         | 485      | 26    |

## Selección nacional

### Absoluta
Bajo la dirección técnica del "Vasco" Javier Aguirre, debutó con la Selección mayor de México el 24 de junio de 2009, en un partido amistoso ante Venezuela; el encuentro sirvió de preparación para encarar la Copa de Oro de la CONCACAF 2009.
|                    | PJ | Minutos | Goles | Asistencias | Periodo   |
| ------------------ | -- | ------- | ----- | ----------- | --------- |
| Selección Mexicana | 6  | 350     | 1     | 0           | 2009-2010 |

 Partidos 
| Fecha                  | Rival           | Estadio                                  | Resultado | Competencia |
| ---------------------- | --------------- | ---------------------------------------- | --------- | ----------- |
| 24 de junio del 2009   | Venezuela       | Georgia Dome, Atlanta                    | 4-0       | Amistoso    |
| 28 de junio del 2009   | Guatemala       | San Diego Stadium, San Diego             | 0-0       | Amistoso    |
| 5 de julio del 2009    | Nicaragua       | Oakland-Alameda County Coliseum, Oakland | 2-0       | Copa Oro    |
| 9 de julio del 2009    | Panamá          | Reliant Stadium, Houston                 | 1-1       | Copa Oro    |
| 24 de febrero del 2010 | Bolivia         | Oracle Park, San Francisco               | 5-0       | Amistoso    |
| 17 de marzo del 2010   | Corea del Norte | Estadio Corona TSM, Torreón              | 2-1       | Amistoso    |

 Gol 
| Fecha               | Rival     | Gol | Resultado | Competencia |
| ------------------- | --------- | --- | --------- | ----------- |
| 5 de julio del 2009 | Nicaragua |     | 2-0       | Copa Oro    |

## Palmarés

### Futbolista

#### Campeonatos nacionales
| Categoría            | Título                      | Club         | País   |
| -------------------- | --------------------------- | ------------ | ------ |
| Primera División 'A' | Apertura 2005               | Club Puebla  | México |
| Primera División 'A' | Apertura 2006               | Club Puebla  | México |
| Primera División 'A' | Final de Ascenso 2006-07    | Club Puebla  | México |
| Copa México          | Copa México Clausura 2015   | Club Puebla  | México |
| Copa México          | Copa México Apertura 2016   | Querétaro FC | México |
| Copa México          | Supercopa de México 2016-17 | Querétaro FC | México |

#### Campeonato internacional
| Título                          | Club               | Sede           | Año  |
| ------------------------------- | ------------------ | -------------- | ---- |
| Copa de Oro de la CONCACAF 2009 | Selección mexicana | Estados Unidos | 2009 |

#### Otro
| Título    | Club    | Sede           | Año  |
| --------- | ------- | -------------- | ---- |
| SuperLiga | Morelia | Estados Unidos | 2010 |